# Videoland
Videoland est une plate-forme de streaming en ligne proposant des émissions et séries télévisées et des films néerlandais. Fondée au début des années 1984. Le service est payant proposant des abonnements. Il est accessible sur box internet, console de jeux vidéo, téléphone mobile et sur ordinateur.

## Historique
L'entreprise est fondée aux Pays-Bas par Nico Broersen et Gerard van Stijn en 1984 à Bladel. De 1992 jusqu'e 1996, Philips est le producteur principal de l'entreprise. E
En 2013, RTL Nederland achète l'entreprise en gardant le nom Videoland. Depuis 2015, l'entreprise produit également leurs propres émissions dans les services video-on-demand.

### Exclusivités Videoland
- Zwarte Tulp (2015-2016)
- Nieuwe Tijden (2016-2018)
- Dave het huist uit (2016)
- Nieuwe buren (2016-2019)
- Weemoedt (2016)
- De 12 van ... (2017, 2019)
- Meisje van plezier (2017, 2019)
- Suspects (2017)
- Michella rijdt door (2018)
- De beste verleiders (2018)
- I Love You Tattoo (2018)
- Temptation Island VIPS (depuis 2018)
- Dave en Dien op Ibiza (2018)
- Dave en Donny op expeditie (2018)
- Mocro Maffia (depuis 2018)
- Famke Louise (2018)
- Judas (2019)
- Kees & Co (2019)
- Random Shit (2019)
- Love Island (2019)
- Robinson Confessions (2019)
- Baantjer: het begin (2019)
- Bont Girl (2020)[1]
- Expeditie Robinson: NL vs BE (depuis 2020)
- Documentaire De jacht op de Mocro Maffia (2020)[2]